# Congregazione della Resurrezione di Nostro Signore Gesù Cristo
La Congregazione della Risurrezione di Nostro Signore Gesù Cristo (in latino Congregatio a Resurrectione D.N.I.Chr.) è un istituto religioso maschile di diritto pontificio: i membri di questa congregazione clericale, detti popolarmente Risurrezionisti, pospongono al loro nome la sigla C.R.

## Storia

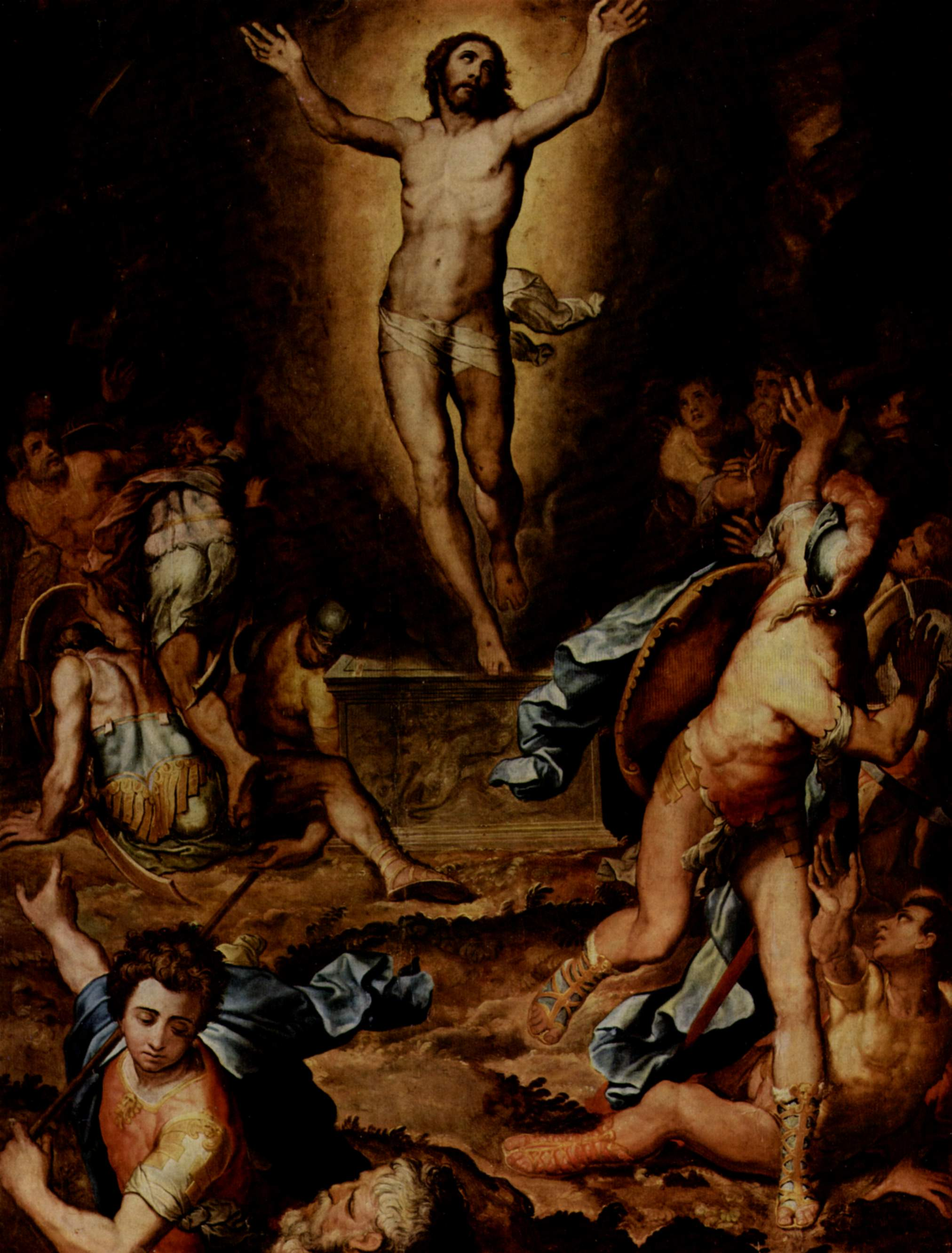
La Risurrezione di Gesù Cristo: opera di Marco Pino

La congregazione sorse per svolgere opera di apostolato tra i numerosi esuli e rifugiati polacchi giunti in Francia dopo il fallimento dell'insurrezione del 1830-1831 contro il dominio russo: Bogdan Jański, tornato alla pratica religiosa sotto l'influsso del poeta Adam Mickiewicz e di Jean-Baptiste Henri Lacordaire, il 17 febbraio 1836 a Parigi iniziò a condurre vita comune insieme a Piotr Semenenko e Hieronim Kajsiewicz, anch'essi emigrati polacchi, dando formalmente inizio all'istituto.
Quando la Santa Sede iniziò a progettare la realizzazione di un "Collegio Polacco" per la formazione del clero da inviare in Polonia per l'educazione e il sostegno alla popolazione cattolica, Semenenko e Kajsiewicz si trasferirono a Roma per studiare presso il Collegio Romano (non vennero ammessi al Collegio di Propaganda Fide per motivi politici); Jański li raggiunse nel 1840, ma morì pochi mesi dopo il suo arrivo.
Ordinati sacerdoti nel 1841, Semenenko e Kajsiewicz emisero la loro professione dei voti presso le catacombe di San Sebastiano di Roma il 27 marzo 1842, solennità della Pasqua di Risurrezione (donde il titolo dell'istituto).
I Risurrezionisti ottennero il pontificio decreto di lode il 9 ottobre 1860 e le loro costituzioni vennero approvate definitivamente dalla Santa Sede il 5 marzo 1902.
Esiste anche il ramo femminile delle Suore della Risurrezione di Nostro Signore Gesù Cristo, fondate da Celina Chludzińska Borzęcka con l'aiuto di Semenenko nel 1882.

## Attività e diffusione
I resurrezionisti, sorti per l'assistenza alle comunità di emigrati polacchi, si dedicano all'apostolato parrocchiale
ed educativo.
Sono presenti in Europa (Austria, Bulgaria, Germania, Italia, Polonia, Slovacchia, Ucraina), nelle Americhe (Bermuda, Brasile, Canada, Stati Uniti d'America), in Australia e in Tanzania; la sede generalizia è a Roma.
Alla fine del 2006 la congregazione contava 412 religiosi (326 dei quali sacerdoti) in 55 case.